# Maratona aquática no Campeonato Mundial de Esportes Aquáticos de 2022 - 5 km masculino
Os 5 km da maratona aquática masculina é um dos eventos do Campeonato Mundial de Esportes Aquáticos de 2022 que foi realizado no dia 27 de junho de 2022, em Budapeste, na Hungria. 

## Calendário
Horário local (UTC+2).
| Fase  | Data        | Hora  |
| ----- | ----------- | ----- |
| Final | 27 de junho | 09:00 |

## Medalhistas
| Ouro                    | Prata                      | Bronze                   |
| Florian Wellbrock (GER) | Gregorio Paltrinieri (ITA) | Mykhailo Romanchuk (UKR) |

## Resultados
A prova foi realizada no dia 27 de junho às 09:00. 
| Pos.              | Nadador                 | Nacionalidade  | Tempo     |
| ----------------- | ----------------------- | -------------- | --------- |
| Medalha de ouro   | Florian Wellbrock       | Alemanha       | 52:48.8   |
| Medalha de prata  | Gregorio Paltrinieri    | Itália         | 52:52.7   |
| Medalha de bronze | Mykhailo Romanchuk      | Ucrânia        | 53:13.9   |
| 4                 | Domenico Acerenza       | Itália         | 53:22.6   |
| 5                 | Marc-Antoine Olivier    | França         | 53:26.0   |
| 6                 | Logan Fontaine          | França         | 53:43.2   |
| 7                 | Dávid Betlehem          | Hungria        | 54:22.0   |
| 8                 | Kyle Lee                | Austrália      | 54:28.2   |
| 9                 | Kristóf Rasovszky       | Hungria        | 54:28.3   |
| 10                | Nicholas Sloman         | Austrália      | 54:28.4   |
| 10                | Brennan Gravley         | Estados Unidos | 54:28.4   |
| 12                | Athanasios Kynigakis    | Grécia         | 54:32.8   |
| 13                | Niklas Frach            | Alemanha       | 55:25.5   |
| 14                | Juan Morales            | Colômbia       | 56:21.2   |
| 15                | Simon Lamar             | Estados Unidos | 56:21.7   |
| 16                | Taishin Minamide        | Japão          | 56:22.3   |
| 17                | Meng Rui                | China          | 56:24.2   |
| 18                | Kaiki Furuhata          | Japão          | 56:24.6   |
| 19                | Zhao Junbohang          | China          | 56:26.5   |
| 20                | Emir Batur Albayrak     | Turquia        | 56:27.1   |
| 21                | Bruce Almeida           | Brasil         | 56:27.7   |
| 22                | Gabriel Azevedo         | Brasil         | 56:28.4   |
| 23                | Jan Hercog              | Áustria        | 56:28.7   |
| 24                | Cho Cheng-chi           | Taipé Chinesa  | 56:28.9   |
| 24                | Ondřej Zach             | Chéquia        | 56:28.9   |
| 26                | Dimitrios Markos        | Grécia         | 56:30.8   |
| 27                | Tamaš Farkaš            | Sérvia         | 56:30.9   |
| 28                | Connor Buck             | África do Sul  | 56:39.6   |
| 29                | Ruan Breytenbach        | África do Sul  | 57:54.9   |
| 30                | Juan Alcívar            | Equador        | 58:05.3   |
| 31                | Tomáš Peciar            | Eslováquia     | 58:20.4   |
| 32                | Matěj Kozubek           | Chéquia        | 58:21.0   |
| 33                | Alexander Axon          | Canadá         | 58:21.5   |
| 34                | Vitaliy Khudyakov       | Cazaquistão    | 59:14.5   |
| 35                | Burhanettin Hacısağır   | Turquia        | 59:35.2   |
| 36                | Lev Cherepanov          | Cazaquistão    | 59:38.2   |
| 37                | Keith Sin               | Hong Kong      | 59:38.4   |
| 38                | William Yan Thorley     | Hong Kong      | 59:42.6   |
| 39                | Cho Pei-chi             | Taipé Chinesa  | 59:42.7   |
| 40                | Arturo Pérez Vertti     | México         | 59:43.5   |
| 41                | Maximiliano Paccot      | Uruguai        | 59:43.6   |
| 42                | Artyom Lukasevits       | Singapura      | 59:43.6   |
| 43                | Jeison Rojas            | Costa Rica     | 59:45.4   |
| 44                | Ritchie Oh              | Singapura      | 59:54.5   |
| 45                | Kim Min-seok            | Coreia do Sul  | 59:59.2   |
| 46                | Colín Babbitt           | Equador        | 1:00:10.8 |
| 47                | Grgo Mujan              | Croácia        | 1:00:11.7 |
| 48                | Pedro Pinotes           | Angola         | 1:00:15.0 |
| 49                | Lee Chang-min           | Coreia do Sul  | 1:00:17.9 |
| 50                | Anton Theo Girlin       | Estónia        | 1:04:57.1 |
| 51                | Santiago Reyes          | Guatemala      | 1:05:49.2 |
| 52                | Jaime Arévalo           | Bolívia        | 1:07:42.1 |
| 53                | Army Pal                | Índia          | OTL       |
| 53                | Joaquín Devoto          | Peru           | OTL       |
| 53                | Fernando Nava           | Bolívia        | OTL       |
| 53                | Diego Ortiz             | Porto Rico     | OTL       |
| 53                | Alain Vidot             | Seicheles      | OTL       |
| 53                | Ousseynou Diop          | Senegal        | OTL       |
| 53                | Adnan Kabuye            | Uganda         | OTL       |
| 53                | Yousif Ibrahim          | Sudão          | OTL       |
| 53                | Jamarr Bruno            | Porto Rico     | OTL       |
| 53                | Dilanka Bandisaththamge | Sri Lanka      | DNS       |
| 53                | Paulo Strehlke          | México         | DNS       |